# Cantó de Ploudiry
El cantó de Ploudiry (bretó Kanton Plouziri) és una divisió administrativa francesa situat al departament de Finisterre a la regió de Bretanya.

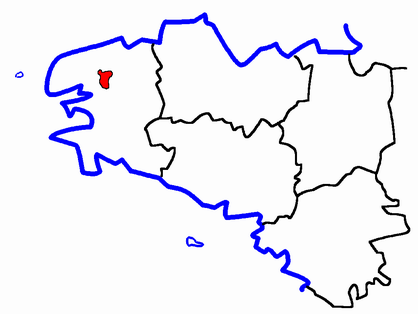
Situació del cantó

## Composició
El cantó aplega 7 comunes :
| Nom bretó          | Nom francès      | Nom gal·ló |
| Lanneured          | Lanneuffret      | ---        |
| Logeginer-Plouziri | Loc-Eguiner      | ---        |
| Ar Merzher-Salaun  | La Martyre       | ---        |
| Plouziri           | Ploudiry         | ---        |
| Ar Roc'h-Morvan    | La Roche-Maurice | ---        |
| Trelevenez         | Tréflévénez      | ---        |
| An Treoù-Leon      | Le Tréhou        | ---        |

## Història
| Data d'elecció                           | Identitat     | Partit | Qualitat |
| ---------------------------------------- | ------------- | ------ | -------- |
| 2001-                                    | François Marc | PS     |          |
| les dades anteriors no són pas conegudes |               |        |          |
|                                          |               |        |          |